# مقاطعة كربون (وايومنغ)
مقاطعة كربون (بالإنجليزية: Carbon County)‏ هي إحدى مقاطعات ولاية وايومنغ في الولايات المتحدة الأمريكية.